# Molí Nou-Ciutat Cooperativa (metropolitana di Barcellona)
Molí Nou | Ciutat Cooperativa è una stazione della Linea 8 della metropolitana di Barcellona e delle linee S4, S8, S33, R5 ed R6 della Linea Llobregat-Anoia, operate da  FGC. La stazione, inaugurata nell'anno 2000, è situata nei pressi del quartiere di Molí Nou nel comune di Sant Boi de Llobregat nella comarca del Baix Llobregat. È il capolinea della linea 8 e l'ultima fermata della zona 1 della lina Llobregat-Anoia.

## Accessi
- Carrer d'Eduard Toldrà